# Nick Cherny
Nick Cherny (russisch Ник Чёрный ‚Nik Tschorny‘; * 15. Juli 2007) ist ein deutsch-russischer Fußballspieler. Er steht bei Borussia Dortmund unter Vertrag.

## Karriere

### Im Verein
Cherny spielte zunächst im Nachwuchsleistungszentrum von Arminia Bielefeld. In der Saison 2021/22 kam er als C-Junior bereits zu Einsätzen für die B1-Junioren (U17) in der B-Junioren-Bundesliga West. In der Saison 2022/23 führte der Offensivspieler seine Mannschaft als Spieler des jungen Jahrgangs mit 12 Toren in 15 Spielen zur Vizemeisterschaft in der West-Staffel, womit man sich für die Endrunde um die deutsche Meisterschaft 2023 qualifizierte. Nach einer 0:1-Niederlage im Halbfinalhinspiel gegen den FC Schalke 04 erzielte Cherny beim 3:1-Sieg im Rückspiel zwei Tore. Beim 2:1-Finalsieg zur Meisterschaft gegen den VfL Wolfsburg erzielte er den 1:0-Führungstreffer.
Aufgrund seiner überragenden Leistungen hatte ihn Borussia Dortmund bereits in der Winterpause zur Saison 2023/24 verpflichtet. Beim BVB gehörte Cherny ebenfalls der U17 an, die er mit 14 Toren in 21 Spielen zur Vizemeisterschaft in der West-Staffel führte. Verletzungsbedingt konnte er allerdings nicht an der Endrunde um die deutsche Meisterschaft 2024 teilnehmen, in der seine Mannschaftskollegen ohne ihn den Titel sicherten.
Zur Saison 2024/25 rückte Cherny zu den A-Junioren (U19) auf, die in der neuen U19-DFB-Nachwuchsliga antreten. Zudem kommt er in der UEFA Youth League erstmals auf internationaler Bühne zum Einsatz. Nach sieben Toren in 14 Ligaspielen für die U19 debütierte er am 14. Dezember 2024 im Alter von 17 Jahren und 152 Tagen für die zweite Mannschaft in der 3. Liga und kam somit zu seinem ersten Profieinsatz im Herrenbereich.

### In der Nationalmannschaft
Cherny spielte von September 2022 bis Mai 2023 insgesamt 7-mal für die deutsche U16-Nationalmannschaft. Von September 2023 bis Februar 2024 folgten acht Spiele und zwei Tore für die U17-Nationalmannschaft. Seit September 2024 ist Cherny in der U18-Nationalmannschaft aktiv.

## Titel
- Deutscher B-Junioren-Meister (2): 2023 (Arminia Bielefeld), 2024 (Borussia Dortmund)

## Familie
Sein älterer Bruder Vladislav (* 2003) ist ebenfalls Fußballspieler.